# 船形山神社
船形山神社（ふながたやまじんじゃ）は、宮城県黒川郡大和町吉田にある神社である。宮城県神社庁には「舩形山神社」（ふながたやまじんじゃ）で登録されている。別名は船形山権現社、升沢権現。
旧社格は村社。船形山の山麓に位置し、船形山を遥拝する神社であるが、山頂にも「船形山御所神社」という祠があり、これを「船形山神社」と記載する文献もあるが、別の神社である。なお、『旧神祠記』は当神社を式内「行神社」に比定するが、その論拠は不明である。

## 祭神
- 保食神 - 船形山を、恵みをもたらす保食神に見立てたものとされる。

その他十二神将と大黒天を祀る。
「御神体」として高さ15cmの金銅菩薩立像があり、普段は船形山中の秘密の場所に埋めてあるが、5月1日の例祭の時にのみ掘り出され開帳される。この立像は、北魏時代の様式を残しており、北魏の影響を受けた朝鮮三国時代（6世紀中頃）の製作と推定されており、日本への仏教公伝前後に渡来人によってもたらされたものと思われるが、どのような経緯、ルートで当神社に安置されるに到ったのかは全くの不明である。

## 歴史
創建年次は不明であるが、一説には反正天皇の時代であるとされる（『奥羽観跡為老誌』）。船形山を遥拝する神社として建立されたとされている。
江戸時代には、仙台藩より寄進を受けた。大和町宮床にある勅願寺であった真言宗飯峰山信楽寺（しんぎょうじ）を別当寺として、「船形山権現」、「升沢権現」と称し、仙台藩内の雨乞祈祷所十ヶ所の一つであった。

## 祭祀
- 大燓天祭（5月1日） - 例祭日に船形山中の洞窟（場所は秘匿）から金銅菩薩立像を運び出して薬師堂に遷座、祝詞奏上の後に開帳される。開帳時の本尊の湿り具合でその年の天候が分かると言われており、開帳されると社殿に奉納されていた梵天が参拝者の中に投げ入れられ、これを激しく奪い合う光景が見られる。この神事は「船形山神社の梵天ばやい」として県無形民俗文化財に指定されている。

## 社殿
- 本殿（流造）
- 拝殿
- 薬師堂
- 鳥居

## 銅造菩薩立像
「祭神」の項で述べた、当神社の「御神体」とされる像であり、5月1日の祭礼の日以外は山中の秘密の場所に埋められている。日本彫刻史研究者の久野健は1979年5月1日に本像の調査を行った。久野によると、本像は総高19.4センチ、像高15.0センチの銅製の菩薩立像で、鍍金は大部分剥落しているが、ごく一部に残っている。頭上には3つの花形飾を付けた宝冠をいただき、それぞれの花形飾の中心から花芯が前方に突出しているのが特色である。両手は胸の辺に上げ、右手は指を下に、左手は上に向け、いずれの手も第4・5指を曲げて、他の3本の指を伸ばす。天衣（てんね）は体の前面ではX字状に交差し、体側では鰭（ひれ）状に左右に広がる。体の前面には瓔珞（ようらく）が天衣と同様X字状に掛かる。背面にはもと光背を取り付けていた枘（ほぞ）が残り、枘の状況からみて、本像はもともと三尊像の脇侍として造られた可能性が高い。前述の、宝冠の花形飾から花芯が突出する装飾や、台座蓮肉の砲弾形の形状などは日本の上代金銅仏にはみられないものであり、本像が三国時代の朝鮮半島からの渡来像であることを示唆する。

## アクセス
大和町役場がある吉岡地区の西方約20kmの位置にある。
宮城県道147号桝沢吉岡線を船形山方面に進み、船形山登山口の一つでもある旗坂キャンプ場付近より、王城寺原演習場の西側外縁を回って色麻町中心部へと向かう林道に入る。

## 周辺
- 船形山
- 陸上自衛隊王城寺原演習場
- 風早峠の水